# Imitador

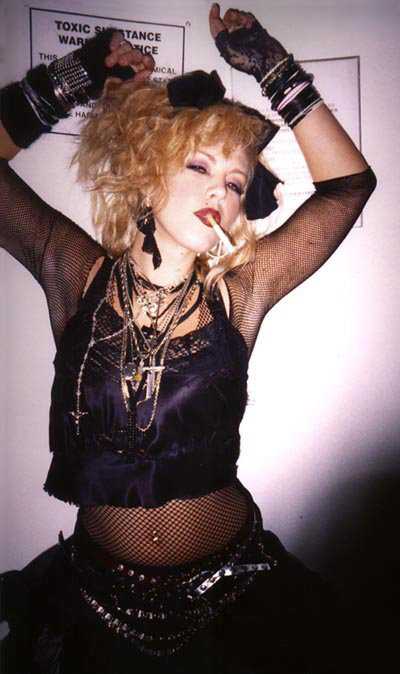
Imitadora de Madonna emulando su estilo de principios de la década de 1980.

Un imitador (del latín imitatore) es alguien que imita, copia o parodia el comportamiento, expresiones, gestos, actividades o tono de voz de otras personas, como una faceta más del arte del humor y de la comedia. Es una variante artística y actoral en la que un humorista profesional personifica a una celebridad o personaje de ficción de la cultura pop conocido en el marco de un espectáculo humorístico.